# 朱雀帝
朱雀帝（日语：／），退位後稱朱雀院（日语：／），是日本古典小说《源氏物語》中登場的架空天皇，也是全書中登場的第二位天皇（於「葵」帖至「澪標」帖在位）。於「桐壺」帖至「夕霧」帖出場。
為桐壺帝與弘徽殿女御間的皇長子，長光源氏3歲的異母哥哥，今上與女三宮之父。24歲時嗣父桐壺院帝位，因朧月夜事件放逐光源氏而身患重病，後感人事之無常，讓位與冷泉院，又剃度出家。

## 后妃
- 承香殿女御：髭黑（日语：髭黒）之妹，今上帝（日语：今上帝 (源氏物語)）的母親。今上帝即位前去世，追贈皇太后。
- 藤壺女御（源氏女御）：先帝（日语：先帝）的皇女，藤壺中宮的異母妹妹。女三宮（日语：女三宮）的母親。女三宮下嫁前去世。
- 麗景殿女御：藤大納言的女兒（桐壺帝右大臣（日语：右大臣 (源氏物語)）的兒子）。弘徽殿太后（日语：弘徽殿女御）的姪女。
- 更衣（一条御息所）：女二宮（日语：女二宮）（落葉之宮（日语：落葉の宮））的母親。於「夕霧（日语：夕霧 (源氏物語)）」一帖去世。
- 尚侍（朧月夜）：桐壺帝右大臣的六女公子。弘徽殿太后的異母妹妹。

## 皇子女
- 第一皇子：冷泉帝（日语：冷泉帝）的東宮。於「若菜下（日语：若菜 (源氏物語)）」帖即位，今上帝（日语：今上帝 (源氏物語)）。
- 第一皇女：女一宮。
- 第二皇女：女二宮（落葉之宮）（日语：落葉の宮）。於「若菜下」帖下嫁柏木（日语：柏木 (源氏物語)#人物），柏木死後與夕霧（日语：夕霧 (源氏物語)#人物の夕霧）結婚。
- 第三皇女：女三宮（日语：女三宮）。於「若菜上」帖以正室身份下嫁光源氏。薰之君的母親。
- 第四皇女：女四宮。

## 關聯項目
- 源氏物語角色列表